# Distancia geográfica

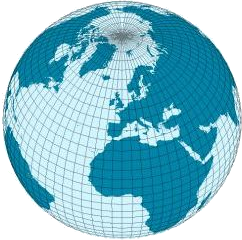
Proyección azimutal de la Tierra

La distancia geográfica o distancia geodésica es la longitud entre dos puntos dados medida sobre la superficie de la Tierra, o también la longitud de arco más corta entre ambos.
Las fórmulas de este artículo calculan distancias entre puntos que están definidos por coordenadas geográficas en términos de latitud y longitud. Esta distancia es un elemento que forma parte de la resolución del segundo problema geodésico (inverso).

## Introducción
El cálculo de la distancia entre coordenadas geográficas se basa en cierto nivel de abstracción. No proporciona una distancia exacta, medida prácticamente imposible de calcular si hubiera que tener en cuenta las irregularidades de la superficie de la Tierra. Las abstracciones comunes para modelizar la superficie respecto a la que se calcula la distancia entre dos puntos geográficos son:
- Superficie plana
- Superficie esférica
- Superficie elipsoidal

Todas las abstracciones anteriores ignoran las diferencias de elevación. El cálculo de distancias que tienen en cuenta las diferencias de elevación en relación con la superficie idealizada no se analiza en este artículo.

### Clasificación de fórmulas basadas en aproximaciones
- Aproximaciones basadas en la distancia en túnel: superficie plana, latitud media de Gauss; {\displaystyle |\Delta D_{\text{error}}|\propto D^{3}}
- Aproximación de orden 0: superficie esférica; {\displaystyle |\Delta D_{\text{error}}|\propto D}
- Aproximaciones de orden superior basadas en un elipsoide: {\displaystyle f^{1}}: Andoyer (1932); Andoyer-Lambert (1942), {\displaystyle f^{2}}: Andoyer-Lambert-Thomas (1970), {\displaystyle f^{3}}: Vincenty (1975), {\displaystyle f^{6}}: Kaney (2011); {\displaystyle \Delta |D_{\text{error }}|\propto D} en el hemisferio

Las estimaciones teóricas del error se definen en el párrafo anterior, y {\displaystyle f} es el achatamiento de la Tierra.

### Nomenclatura
La distancia a lo largo de un arco, {\displaystyle D,\,\!} es la distancia mínima en la superficie de la esfera/elipsoide calculada entre dos puntos, {\displaystyle P_{1}\,\!} y {\displaystyle P_{2}\,\!}. Considerando que la distancia del túnel (la longitud de la cuerda que une los dos puntos), {\displaystyle D_{\textrm {t}}}, se mide en una línea recta cartesiana. Las coordenadas geográficas de los dos puntos, como pares (latitud, longitud), son {\displaystyle (\phi _{1},\lambda _{1})\,\!} y {\displaystyle (\phi _{2},\lambda _{2}),\,\!} respectivamente. Cuál de los dos puntos se designa como {\displaystyle P_{1}\,\!} no es importante para el cálculo de la distancia.
Las coordenadas de latitud {\displaystyle \phi \,\!} y longitud {\displaystyle \lambda \,\!} en los mapas se expresan generalmente en grados sexagesimales. En las formas dadas de las fórmulas que figuran a continuación, uno o más valores deben expresarse en las unidades especificadas para obtener el resultado correcto. Cuando se utilizan coordenadas geográficas como argumento de una función trigonométrica, los valores pueden expresarse en cualquier unidad angular compatible con el método utilizado para determinar el valor de la función trigonométrica. Muchas calculadoras electrónicas permiten cálculos de funciones trigonométricas en grados o en radianes. Lógicamente, el modo de la calculadora debe ser compatible con las unidades utilizadas para las coordenadas geométricas.
Las diferencias de latitud y longitud se etiquetan y calculan de la siguiente manera:
{\displaystyle {\begin{aligned}\Delta \phi &=\phi _{2}-\phi _{1};\\\Delta \lambda &=\lambda _{2}-\lambda _{1}.\end{aligned}}\,\!}
No importa si el resultado es positivo o negativo cuando se utiliza en las fórmulas siguientes.
La "latitud media" se etiqueta y se calcula de la siguiente manera:
{\displaystyle \phi _{\mathrm {m} }={\frac {\phi _{1}+\phi _{2}}{2}}.\,\!}
A menos que se especifique lo contrario, el radio terrestre para los cálculos siguientes es:
{\displaystyle R\,\!} = 6.371,009 kilómetros = 3.958,761 millas terrestres = 3.440,069 millas náuticas.
{\displaystyle D_{\,}\!} = Distancia entre los dos puntos, medida en la superficie de la Tierra y en las mismas unidades que el valor utilizado para el radio (a menos que se indique explícitamente algo distinto).

### Singularidades y discontinuidades de latitud/longitud
La aproximación de funciones sinusoidales de {\displaystyle \Delta \lambda }, que aparece en algunas fórmulas para una superficie plana que figuran a continuación, puede verse afectada por singularidades y discontinuidades. También puede degradar la precisión en el caso de una latitud muy elevada.
La longitud presenta singularidades en los polos (la longitud no está definida) y una discontinuidad en el meridiano ±180°. Además, las proyecciones planas de las circunferencias de latitud constante son muy curvas cerca de los polos. Por lo tanto, las ecuaciones anteriores para la latitud/longitud de delta ({\displaystyle \Delta \phi \!}, {\displaystyle \Delta \lambda \!}) y la latitud media ({\displaystyle \phi _{\mathrm {m} }\!}) pueden no dar la respuesta esperada para posiciones cerca de los polos o del meridiano ±180°. Considérese, por ejemplo, el valor de {\displaystyle \Delta \lambda \!} (desplazamiento este) cuando {\displaystyle \lambda _{1}\!} y {\displaystyle \lambda _{2}\!} están a ambos lados del meridiano ±180°, o el valor de {\displaystyle \phi _{\mathrm {m} }\!} (latitud media) para las dos posiciones ({\displaystyle \phi _{1}\!}=89°, {\displaystyle \lambda _{1}\!}=45°) y ({\displaystyle \phi _{2}\!}=89°, {\displaystyle \lambda _{2}\!}=-135°).
Si un cálculo basado en latitud/longitud debe ser válido para todas las posiciones de la Tierra, se debe verificar que la discontinuidad y los polos se manejan correctamente. Otra solución es utilizar el vector n en lugar de latitud/longitud, ya que esta representación no presenta discontinuidades ni singularidades.

## Fórmulas de aproximación de superficies planas para distancias muy cortas
Una aproximación plana para la superficie de la Tierra puede ser útil en distancias muy pequeñas. Se aproxima la longitud del arco, {\displaystyle D}, a la distancia en túnel, {\displaystyle D_{\textrm {t}}}, o se omite la conversión entre las longitudes de arco y de cuerda que se muestran a continuación. La distancia más corta entre dos puntos en el plano es una línea recta cartesiana. El teorema de Pitágoras se utiliza para calcular la distancia entre puntos en un plano.
Incluso en distancias cortas, la precisión de los cálculos de distancia geográfica que suponen una Tierra plana depende del método de proyección cartográfica utilizado para obtener las coordenadas de latitud y longitud sobre el plano, en el ámbito de la cartografía.
Las fórmulas presentadas en esta sección proporcionan distintos grados de precisión.

### Fórmula aproximada considerando la Tierra esférica
Esta fórmula tiene en cuenta la variación de la distancia entre los meridianos con la latitud:
{\displaystyle {\begin{aligned}D&=R{\sqrt {\left(2\sin {\frac {\Delta \phi }{2}}\,\cos {\frac {\Delta \lambda }{2}}\right)^{2}+\left(2\cos \phi _{\textrm {m}}\sin {\frac {\Delta \lambda }{2}}\right)^{2}}}\\&\approx R{\sqrt {\left(\Delta \phi \,\cos {\frac {\Delta \lambda }{2}}\right)^{2}+\left(2\cos \phi _{\textrm {m}}\sin {\frac {\Delta \lambda }{2}}\right)^{2}}}\ .\end{aligned}}}

#### Caso de latitud media o baja
Lo anterior se simplifica aún más mediante la aproximación de funciones sinusoidales de {\displaystyle {\frac {\Delta \lambda }{2}}}, justificadas excepto para latitudes altas:
{\displaystyle D=R{\sqrt {(\Delta \phi )^{2}+(\cos(\phi _{\mathrm {m} })\Delta \lambda )^{2}}}}.
Esta aproximación es muy rápida y produce un resultado bastante preciso para distancias pequeñas. Además, al ordenar ubicaciones por distancia, como en una consulta de base de datos, es más rápido ordenar por distancia al cuadrado, lo que elimina la necesidad de calcular la raíz cuadrada.

### Fórmula aproximada considerando la Tierra elipsoidal
La fórmula anterior se extiende para la Tierra elipsoidal de la forma siguiente:
{\displaystyle D={\sqrt {\left(M\left(\phi _{\textrm {m}}\right)\Delta \phi \,\cos {\frac {\Delta \lambda }{2}}\right)^{2}+\left(2N\left(\phi _{\textrm {m}}\right)\cos \phi _{\textrm {m}}\sin {\frac {\Delta \lambda }{2}}\right)^{2}}}},
donde {\displaystyle M\,\!} y {\displaystyle N\,\!} son los  radios de curvatura de la Tierra meridional y su perpendicular, o normal (véase conversión de coordenadas geográficas para sus fórmulas).
Se deduce de la aproximación de {\displaystyle \left(\cos \phi _{\textrm {m}}\sin {\frac {\Delta \lambda }{2}}\Delta \phi \right)^{2}\approx 0} en la anterior raíz cuadrada.

#### Caso de latitud media o baja
Lo anterior se simplifica además mediante la aproximación de funciones sinusoidales de {\displaystyle {\frac {\Delta \lambda }{2}}}, justificadas excepto para latitudes altas:
{\displaystyle D={\sqrt {(M(\phi _{\mathrm {m} })\Delta \phi )^{2}+(N(\phi _{\mathrm {m} })\cos \phi _{\mathrm {m} }\Delta \lambda )^{2}}}.}

#### Fórmula de la FCC
La Comisión Federal de Comunicaciones (FCC) prescribe las siguientes fórmulas para distancias que no excedan 475 kilómetros (295,2 mi):
{\displaystyle D={\sqrt {(K_{1}\Delta \phi )^{2}+(K_{2}\Delta \lambda )^{2}}},}
donde
{\displaystyle D\,\!} = Distancia en kilómetros;
{\displaystyle \Delta \phi \,\!} y {\displaystyle \Delta \lambda \,\!} están en grados;
{\displaystyle \phi _{\mathrm {m} }\,\!} debe estar en unidades compatibles con el método utilizado para determinar {\displaystyle \cos \phi _{\mathrm {m} };\,\!}
{\displaystyle {\begin{aligned}K_{1}&=111.13209-0.56605\cos(2\phi _{\mathrm {m} })+0.00120\cos(4\phi _{\mathrm {m} });\\K_{2}&=111.41513\cos(\phi _{\mathrm {m} })-0.09455\cos(3\phi _{\mathrm {m} })+0.00012\cos(5\phi _{\mathrm {m} }).\end{aligned}}\,\!}
Aquí, {\displaystyle K_{1}} y {\displaystyle K_{2}} están en unidades de kilómetros por grado de arco. Se deducen del radio de curvatura de la Tierra de la siguiente manera:
{\displaystyle K_{1}=M(\phi _{\mathrm {m} }){\frac {\pi }{180}}\,\!} = kilómetros por grado de arco de diferencia de latitud;
{\displaystyle K_{2}=\cos(\phi _{\mathrm {m} })N(\phi _{\mathrm {m} }){\frac {\pi }{180}}\,\!} = kilómetros por grado de arco de diferencia de longitud;
Debe tenerse en cuenta que las expresiones en la fórmula de la FCC se derivan del truncamiento de la forma de expansión de la serie binomial de {\displaystyle M\,\!} y {\displaystyle N\,\!}, establecida en para el elipsoide de referencia Clarke 1866. Para una aplicación computacionalmente más eficiente de la fórmula anterior, se pueden reemplazar múltiples aplicaciones de coseno con una sola aplicación y el uso de la relación de recurrencia mediante polinomios de Chebyshov.

### Fórmula para una proyección plana de la Tierra en coordenadas polares
{\displaystyle D=R{\sqrt {\theta _{1}^{2}\;{\boldsymbol {+}}\;\theta _{2}^{2}\;\mathbf {-} \;2\theta _{1}\theta _{2}\cos(\Delta \lambda )}},}
donde los valores de colatitud están en radianes: {\displaystyle \theta ={\frac {\pi }{2}}-\phi .}
Para una latitud medida en grados, la colatitud en radianes se puede calcular de la siguiente manera: {\displaystyle \theta ={\frac {\pi }{180}}(90^{\circ }-\phi ).\,\!}

## Fórmulas de la superficie esférica
Si se está dispuesto a aceptar un posible error del 0,5%, se pueden utilizar fórmulas de trigonometría esférica sobre la esfera que mejor se aproxime a la superficie de la Tierra.
La distancia más corta en la superficie de una esfera entre dos puntos de la superficie es en el círculo máximo que contiene los dos puntos.
En el artículo sobre ortodromía figura la fórmula para calcular la longitud de arco más corta {\displaystyle D} en una esfera del tamaño de la Tierra. Ese artículo incluye un ejemplo del cálculo. Por ejemplo, a partir de la distancia en túnel {\displaystyle D_{\textrm {t}}},
{\displaystyle D=2R\arcsin {\frac {D_{\textrm {t}}}{2R}}.}
Para distancias cortas ({\displaystyle D\ll R}),
{\displaystyle D=D_{\textrm {t}}\left(1+{\frac {1}{24}}\left({\frac {D_{\textrm {t}}}{R}}\right)^{2}+\cdots \right).}

### Distancia en túnel
Un túnel entre puntos de la Tierra se define según una línea recta que atraviesa el espacio tridimensional entre los dos puntos considerados.
La distancia en túnel {\displaystyle D_{\textrm {t}}=2R\sin {\frac {D}{2R}}} es la longitud de la cuerda del círculo máximo y se puede calcular de la siguiente manera para la esfera unitaria correspondiente:
{\displaystyle {\begin{aligned}\Delta {X}&=\cos(\phi _{2})\cos(\lambda _{2})-\cos(\phi _{1})\cos(\lambda _{1});\\\Delta {Y}&=\cos(\phi _{2})\sin(\lambda _{2})-\cos(\phi _{1})\sin(\lambda _{1});\\\Delta {Z}&=\sin(\phi _{2})-\sin(\phi _{1});\\D_{\textrm {t}}&=R{\sqrt {(\Delta {X})^{2}+(\Delta {Y})^{2}+(\Delta {Z})^{2}}}\\&=2R{\sqrt {\sin ^{2}{\frac {\Delta \phi }{2}}+\left(\cos ^{2}{\frac {\Delta \phi }{2}}-\sin ^{2}\phi _{\textrm {m}}\right)\sin ^{2}{\frac {\Delta \lambda }{2}}}}\\&=2R{\sqrt {\left(\sin {\frac {\Delta \lambda }{2}}\cos \phi _{\textrm {m}}\right)^{2}+\left(\cos {\frac {\Delta \lambda }{2}}\sin {\frac {\Delta \phi }{2}}\right)^{2}}}.\end{aligned}}}

## Fórmulas para superficies elipsoidales

Geodésica sobre un elipsoide achatado

Un elipsoide se aproxima a la superficie de la Tierra mucho mejor que una esfera o una superficie plana. La distancia más corta en la superficie
de un elipsoide entre dos puntos de la superficie es una línea geodésica. Las geodésicas siguen trayectorias más complicadas que los círculos máximos y, en particular, no suelen volver a sus posiciones iniciales después de completar una vuelta a la Tierra. Esto se ilustra en la
figura de la derecha, donde se toma f como 1/50 para acentuar el efecto. Encontrar la geodésica entre dos puntos de la Tierra, la
denominada geodésicas sobre un elipsoide, fue el objetivo de muchos matemáticos y geodestas en los siglos XVII y XIX, con importantes contribuciones de Clairaut,
Legendre,
Bessel,
y Helmert.
Rapp ofrece un buen resumen de este trabajo.
Los métodos para calcular la distancia geodésica están ampliamente disponibles en aplicaciones informáticas parab el manejo de sistemas de información geográfica, bibliotecas de software, utilidades independientes y herramientas en línea. El algoritmo más utilizado es el de Vincenty, que utiliza una serie que es precisa hasta el tercer orden en el aplanamiento del elipsoide, es decir, alrededor de 0,5 mm. Sin embargo, el algoritmo no logra converger para puntos que son casi antipodales (para más detalles, consúltese Fórmulas de Vincenty). Este defecto se corrige en el algoritmo dado por Karney, que emplea series que son precisas hasta el sexto orden en el aplanamiento. Esto da como resultado un algoritmo que es preciso hasta la doble precisión completa y que converge para pares arbitrarios de puntos en la Tierra. Este algoritmo está desarrollado en GeographicLib.
Los métodos exactos anteriores son factibles cuando se realizan cálculos en una computadora. Están destinados a brindar precisión milimétrica en líneas de cualquier longitud, y se pueden utilizar fórmulas más sencillas si no se necesita precisión milimétrica, o si se necesita precisión milimétrica pero la línea es corta.
Varios investigadores han estudiado los métodos para tramos de línea cortos. Rapp, en el Capítulo 6, describe el método de Puissant, el método de latitud media de Gauss y el método de Bowring. Karl Hubeny obtuvo la serie expandida de la de latitud media de Gauss representada como una corrección a la fórmula de la superficie plana.

### Fórmula de Lambert para tramos de línea largos
Históricamente, las fórmulas para tramos de línea largos se derivaban en forma de series de expansión con respecto al achatamiento {\displaystyle f}.
Las fórmulas de Lambert utilizan la corrección de primer orden y la latitud reducida, {\displaystyle \beta =\arctan \left((1-f)\tan \phi \right)}, para una mayor precisión. Proporcionan una precisión del orden de 10 metros en miles de kilómetros.
Primero se convierten las latitudes {\displaystyle \scriptstyle \phi _{1}}, {\displaystyle \scriptstyle \phi _{2}} de los dos puntos a latitudes reducidas {\displaystyle \scriptstyle \beta _{1}}, {\displaystyle \scriptstyle \beta _{2}}.
Luego se calcula el ángulo central {\displaystyle \sigma } en radianes entre los dos puntos {\displaystyle (\beta _{1},\;\lambda _{1})} y {\displaystyle (\beta _{2},\;\lambda _{2})} de una esfera usando el método de la distancia del círculo máximo (fórmula del semiverseno), con longitudes {\displaystyle \lambda _{1}\;} y {\displaystyle \lambda _{2}\;} iguales en la esfera y en el esferoide.
{\displaystyle P={\frac {\beta _{1}+\beta _{2}}{2}}\qquad Q={\frac {\beta _{2}-\beta _{1}}{2}}}
{\displaystyle X=(\sigma -\sin \sigma ){\frac {\sin ^{2}P\cos ^{2}Q}{\cos ^{2}{\frac {\sigma }{2}}}}\qquad \qquad Y=(\sigma +\sin \sigma ){\frac {\cos ^{2}P\sin ^{2}Q}{\sin ^{2}{\frac {\sigma }{2}}}}}
{\textstyle D=a{\bigl (}\sigma -{\tfrac {f}{2}}(X+Y){\bigr )}},
donde {\displaystyle a} es el radio ecuatorial del esferoide elegido.
En el esferoide GRS 80 la fórmula de Lambert tiene un error de
0 Norte 0 Oeste a 40 Norte 120 Oeste: 12,6 metros
0N 0O a 40N 60O: 6,6 metros
40N 0O a 40N 60O: 0,85 metros

### Método de latitud media de Gauss para tramos de línea cortos
Tiene la forma similar de la longitud del arco convertida a partir de la distancia en túnel. Rapp, §6.4 proporciona fórmulas detalladas. Aparentemente, es coherente con las fórmulas de superficie plana mencionadas anteriormente.
{\displaystyle D=2N\left(\phi _{\textrm {m}}\right)\arcsin {\sqrt {\left(\sin {\frac {\Delta \lambda }{2}}\cos \phi _{\textrm {m}}\right)^{2}+\left(\cos {\frac {\Delta \lambda }{2}}\sin \left({\frac {\Delta \phi }{2}}{\frac {M\left(\phi _{\textrm {m}}\right)}{N\left(\phi _{\textrm {m}}\right)}}\right)\right)^{2}}}.}

### Método de Bowring para tramos de línea cortos
Bowring asigna los puntos a una esfera de radio R′, con latitud y longitud representadas como φ′ y λ′. Se define
{\displaystyle A={\sqrt {1+e'^{2}\cos ^{4}\phi _{1}}},\quad B={\sqrt {1+e'^{2}\cos ^{2}\phi _{1}}},}
donde la segunda excentricidad al cuadrado es
{\displaystyle e'^{2}={\frac {a^{2}-b^{2}}{b^{2}}}={\frac {f(2-f)}{(1-f)^{2}}}.}
El radio esférico es
{\displaystyle R'={\frac {\sqrt {1+e'^{2}}}{B^{2}}}a.}
(la curvatura de Gauss del elipsoide en φ1 es 1/R′2). Las coordenadas esféricas se dan mediante
{\displaystyle {\begin{aligned}\tan \phi _{1}'&={\frac {\tan \phi _{1}}{B}},\\\Delta \phi '&={\frac {\Delta \phi }{B}}{\biggl [}1+{\frac {3e'^{2}}{4B^{2}}}(\Delta \phi )\sin(2\phi _{1}+{\tfrac {2}{3}}\Delta \phi ){\biggr ]},\\\Delta \lambda '&=A\Delta \lambda ,\end{aligned}}}
donde {\displaystyle \Delta \phi =\phi _{2}-\phi _{1}}, {\displaystyle \Delta \phi '=\phi _{2}'-\phi _{1}'},
{\displaystyle \Delta \lambda =\lambda _{2}-\lambda _{1}}, {\displaystyle \Delta \lambda '=\lambda _{2}'-\lambda _{1}'}. El problema resultante en la esfera puede resolverse utilizando las técnicas de navegación ortodrómica para dar aproximaciones para la distancia y el rumbo esferoidales. Rapp §6.5, Bowring, y Karney proporcionan fórmulas detalladas.

## Corrección de altitud
La variación de altitud desde el nivel topográfico o del suelo hasta la superficie de la esfera o del elipsoide también cambia la escala de las mediciones de distancia.
La distancia oblicua s (longitud de la cuerda) entre dos puntos puede reducirse a la longitud del arco en la superficie del elipsoide S como:
{\displaystyle S-s=-0.5(h_{1}+h_{2})s/R-0.5(h_{1}-h_{2})^{2}/s}
donde R se evalúa a partir del radio terrestre y h son las coordenadas geodésicas de cada punto.
El primer término en el lado derecho de la ecuación representa la elevación media y el segundo término la inclinación.
Una reducción adicional de la longitud según una sección normal de la Tierra anterior a la longitud geodésicas sobre un elipsoide suele ser insignificante.